# Edwin Baker
Edwin Baker (Highland Park, 1º giugno 1991) è un giocatore di football americano statunitense che gioca nel ruolo di offensive tackle per i Cleveland Browns della National Football League (NFL). Fu scelto nel corso del settimo giro (250º assoluto) del Draft NFL 2012 dai San Diego Chargers. Al college ha giocato a football all'Università statale del Michigan.

## Carriera professionistica

### San Diego Chargers
Baker fu scelto nel settimo giro del Draft 2012 dai San Diego Chargers. Il 25 agosto 2013 fu svincolato senza essere mai sceso in campo.

### Cleveland Browns
Dopo avere fatto parte dei roster di Denver Broncos e Houston Texans ancora senza mettere piede in campo, il 10 dicembre 2013 Baker firmò coi Cleveland Browns. Debuttò cinque giorni dopo contro i Chicago Bears segnando il suo primo touchdown su corsa. Grazie a quella prestazione, partì come titolare nelle ultime due gare della stagione. In sole tre partite, il giocatore riuscì a classificarsi al terzo posto posto della franchigia in stagione (171) e primo a pari merito per touchdown su corsa (2).

## Statistiche
| Partite totali      | 3   |
| Partite da titolare | 2   |
| Yard corse          | 171 |
| Touchdown su corsa  | 2   |